# Protektorat Saary
Protektorat Saary – istniejący w latach 1947–1956 protektorat Francji.

## Historia

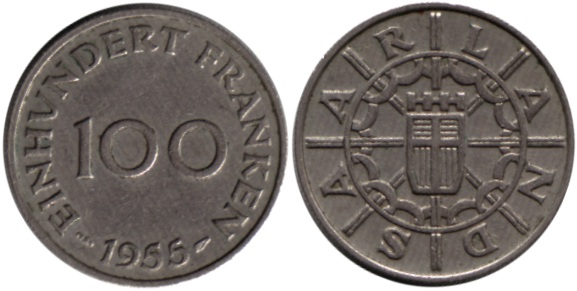
100 franków Protektoratu Saary

26 lipca 1945 na mocy decyzji Europejskiej Komisji Doradczej Saara stała się częścią francuskiej strefy okupacyjnej. Niemal natychmiast Francuzi rozpoczęli działania mające na celu degermanizację obszaru Saary. W szkołach wprowadzono obowiązkową naukę francuskiego i masowo zwalniano niemieckich nauczycieli, zastępując ich francuskimi. 22 grudnia 1946 za zgodą USA i Wielkiej Brytanii Saara została wcielona do francuskiego systemu celno-walutowego. 16 lipca 1947 wprowadzono jako walutę markę Saary, wymienialną w stosunku 1:1 do reichsmarki, jednak już na początku następnego roku została ona zastąpiona przez franka Saary, wymienialnego w stosunku 1:1 z francuskim frankiem. 15 grudnia 1947 terytorium Saary stało się oficjalnie protektoratem pod francuską kontrolą. W 1948 wprowadzono w Saarze nowe dowody osobiste, które były przez rząd francuski traktowane na równi z posiadaniem obywatelstwa francuskiego.
W marcu 1952 kanclerz Niemiec Konrad Adenauer wysunął żądanie powrotu Saary w granice Niemiec, bądź likwidacji unii gospodarczej z Francją i przekazania protektoratu nad regionem EWWiS. Żądanie Adenauera pozostało jednak bez odzewu, w związku z czym 2 lipca 1952 Bundestag przyjął rezolucję stwierdzającą, że Obszar Saary jest częścią Niemiec. Dopiero w 1954 EWWiS podjęła pomysł przejęcia protektoratu nad Saarą, jednak 30 sierpnia 1954 parlament Francji odrzucił taką możliwość.
Impas w sprawie Saary został przełamany francusko-niemieckim porozumieniem z 23 października 1954, na mocy którego 23 października 1955 przeprowadzony został plebiscyt w sprawie przekazania obszaru pod protektorat EWWiS. 67,7% ludności odrzuciło jednak ten pomysł, co oznaczało jednocześnie niwelację dążeń francuskich. Zdecydowanie proniemiecki wynik plebiscytu doprowadził do podpisania 27 października 1956 traktatu w Luksemburgu, na mocy którego Protektorat Saary został zlikwidowany i z dniem 1 stycznia 1957 stał się częścią Niemiec Zachodnich.

## Sport
Reprezentacja Protektoratu Saary wystąpiła na Letnich Igrzyskach Olimpijskich 1952 w Helsinkach.
Reprezentacja Saary w piłce nożnej w latach 1950–1956 rozegrała 19 meczów, w tym 4 w eliminacjach Mistrzostw Świata 1954.